# Mytilicola brachidontis
Mytilicola brachidontis is een eenoogkreeftjessoort uit de familie van de Mytilicolidae. De wetenschappelijke naam van de soort is voor het eerst geldig gepubliceerd in 1939 door Reeve.